# UN-JK連盟
UN-JK連盟（ユーエヌジェーケーれんめい）は、キックボクシング団体のひとつ。なお、UN-JKとはジャパンキックボクシングユニオンの意。

## 概要
もともとは和術慧舟會によるキックボクシング部門として創設され、独自の興行として発展したものがUN-JK連盟である。
各階級に王者が置かれ、タイトルマッチを中心とした興行が行われているが、アマチュア部門も存在する。

## 王者

### スーパーミドル級
- ニック・ヒョード（和術慧舟會USA）

### ライト級
- 太刀風（仙台青葉ジム）